# Stazione di Toride
La stazione di Toride (取手駅?, Toride-eki) è una stazione ferroviaria di Toride, città della prefettura di Ibaraki e servita dalle linee Jōban locale e rapida della JR East e dalla linea Jōsō delle Ferrovie del Kantō.

## Linee
- JR East
  - ■ Linea Jōban (locale)
  - ■ Linea Jōban Rapida
- Ferrovie del Kantō
  - ● Linea Jōsō

## Struttura
La stazione è dotata di tre banchine centrali a isola e una banchina laterale con un totale di sette binari.
| 1-2 | ■ Linea Jōban (locale) | per Abiko, Shin-Matsudo, Kita-Senju, Nishi-Nippori e Yoyogi-Uehara | Solo ore di punta                     |
| 3-4 | ■ Linea Jōban Rapida   | per Kashiwa, Matsudo, Kita-Senju, Nippori e Ueno                   | Treni a media percorrenza             |
| 4-5 | ■ Linea Jōban Rapida   | per Abiko, Kashiwa, Shin-Matsudo, Kita-Senju e Ueno                | Treni con termine e partenza a Toride |
| 5-6 | ■ Linea Jōban (locale) | per Tsuchiura, Mito e Iwaki                                        | Treni a lunga percorrenza             |
| 7-8 | ■ Linea Jōsō           | per Moriya, Mitsukaido e Shimodate                                 | Area ferrovie del Kantō               |

## Stazioni adiacenti
| «                    | Servizio             | »                    |
| Linea Jōban - Rapida | Linea Jōban - Rapida | Linea Jōban - Rapida |
| -------------------- | -------------------- | -------------------- |
| Tennōdai             | Rapido               | Fujishiro            |
| Kashiwa              | Rapido Speciale      | Fujishiro            |
| Linea Jōban - Locale |                      |                      |
| Tennōdai             | Locale               | Capolinea            |
| Linea Jōsō           |                      |                      |
| Capolinea            | Locale               | Nishi-Toride         |